# 豊島区立郷土資料館
豊島区立郷土資料館（としまくりつきょうどしりょうかん）は、東京都豊島区の歴史、文化、民俗など郷土資料の展示をしている。ビルの1フロアを使った都心の博物館である。雑司が谷鬼子母神、駒込・巣鴨を中心とし近世の江戸中期から明治期にかけて、ソメイヨシノを始めとして花卉（かき）と植木の生産地として栄えた園芸、菊見などの花見遊覧の風俗を紹介する「園芸の里」、大正デモクラシーと大正ロマンを表現する長崎アトリエ村(さくらがおかパルテノン)、戦後復興のエネルギーを示す池袋の「ヤミ市」の4つのテーマを主展示として構成している。
1984年（昭和59年）に開館。2017年（平成29年）10月にリニューアルオープンした。

## 開館までの経緯
1974年から1975年にかけて、豊島区は資料館建設の計画を立てていたが、財政状況の悪化を原因に取りやめとなった。その後、1979年に再び検討がなされ、勤労福祉会館などと併設した形で郷土資料館を設立することが決定した。1980年12月には「東京都豊島区立勤労福祉会館等建設計画調整委員会」が設置され、1981年4月には「東京都豊島区立勤労福祉会館等建設推進委員会」が設置された。
建物の設計が終わり、建築工事に着手する段になっても、郷土資料館の基本構想が策定されていなかったため、1982年7月31日に郷土資料館基本計画検討委員会が発足した。なお、本委員会の名称について、豊島区立郷土資料館学芸員の山辺昌彦は、建築関係のことが既に決定しているため「基本構想」という言葉は用いられなかったという趣旨の回想をしている。1984年6月、豊島区立勤労福祉会館の7階部分に、郷土資料館が設立された。

## 開館時間
- 開館：9:00～16:30
- 休館：月 第3日曜日、祝日、年末年始
- 入館　無料

## 所在地
東京都豊島区西池袋2丁目37番4号 としま産業振興プラザ（IKE・Biz）7階

## 交通アクセス
JR山手線池袋駅西口側のメトロポリタン口から、徒歩7分

## 近在の施設
- ホテルメトロポリタン
- 河合塾池袋校